# A hét pszichopata és a si-cu
A hét pszichopata és a si-cu (eredeti cím: Seven Psychopaths) 2012-ben bemutatott brit–amerikai szatirikus bűnügyi filmdráma, amelyet Martin McDonagh írt és rendezett. A főszerepben Colin Farrell, Sam Rockwell, Woody Harrelson és Christopher Walken látható, míg a mellékszerepeket Tom Waits, Abbie Cornish, Olha  Kurilenko és Željko Ivanek alakítja. A film McDonagh, Farrell és Ivanek második közös munkája, a rendező Erőszakik (2008) című filmje után.
Világpremierje 2012. szeptember 7-én volt a Torontói Nemzetközi Filmfesztiválon, majd az Amerikai Egyesült Államokban és Kanadában 2012. október 12-én, az Egyesült Királyságban pedig 2012. december 5-én került a mozikba. A film pozitív kritikákat kapott a kritikusoktól.

## Rövid történet
Egy igyekvő forgatókönyvíró véletlenül belekeveredik a Los Angeles-i bűnözői alvilágba, miután furcsa barátai elrabolják egy gengszter szeretett si-cuját.

## Szereplők
| Színész            | Szerep                         | Magyar hang     |
| ------------------ | ------------------------------ | --------------- |
| Colin Farrell      | Martin "Marty" Faranan         | Czvetkó Sándor  |
| Sam Rockwell       | Billy Bickle                   | Viczián Ottó    |
| Woody Harrelson    | Charles "Charlie" Costello     | Széles Tamás    |
| Christopher Walken | Hans Kieslowski / A kvéker     | Barbinek Péter  |
| Harry Dean Stanton | képzeletbeli kvéker            | nem szólal meg  |
| Tom Waits          | Zachariah Rigby                | Tarján Péter    |
| Brendan Sexton III | Zachariah fiatalon             |                 |
| Abbie Cornish      | Kaya                           | Solecki Janka   |
| Olha Kurilenko     | Angela                         | Bánfalvi Eszter |
| Željko Ivanek      | Paulo                          | Fazekas István  |
| Linda Bright Clay  | Myra Kieslowski                | Andresz Kati    |
| Amanda Warren      | Maggie Rigby                   |                 |
| Long Nguyen        | Vietnámi pap / Thích Quảng Đức |                 |
| James Hébert       | gyilkos                        | nem szólal meg  |
| Christine Marzano  | prostituált                    |                 |
| Kevin Corrigan     | Dennis                         | Csadi Zoltán    |
| Gabourey Sidibe    | Sharice                        | Némedi Mari     |
| Michael Pitt       | Larry                          | Király Adrián   |
| Michael Stuhlbarg  | Tommy                          | Potocsny Andor  |
| Helena Mattsson    | szőke hölgy                    | Molnár Ilona    |

## A film készítése
Az első szereplőket 2011. május 12-én jelentették be. Mickey Rourke otthagyta a The Expendables – A feláldozhatók 2. című filmet, hogy szereplője lehessen a filmnek. Később mégis kiszállt a projektből, miután nem értett egyet McDonagh-val, és "bunkónak" nevezte őt. Helyére Woody Harrelson került.
A filmet Los Angelesben és a Joshua Tree Nemzeti Parkban (Twentynine Palms, Kalifornia) forgatták. A forgatás 2011 végén fejeződött be.

### Zene
A film zenéjét Carter Burwell szerezte, aki korábban McDonagh Erőszakik című filmjének zenéjét is készítette. A Lakeshore Records 2012. október 23-án adta ki a filmzenét digitális formában, a hivatalos megjelenés dátuma 2012. november 20-án volt.